# Der besondere Tag: Glühbirnen wachsen nicht am Baum
Glühbirnen wachsen nicht am Baum ist ein vom DEFA-Studio für Kurzfilme für Vorschulkinder gedrehter Film der Reihe Der besondere Tag des Fernsehens der DDR von Konrad Weiß aus dem Jahr 1978.

## Handlung
Frau Grosse ist eine ungelernte Arbeiterin, die seit 14 Jahren an einer Maschine im Berliner VEB Narva Kombinat Berliner Glühlampenwerk, welche die Sockel der Glühlampen an den dazugehörigen Glaskolben befestigt, beschäftigt ist. Während sie von der Kamera bei ihrer Tätigkeit im Betrieb beobachtet wird, erzählt sie von ihrem Alltag, an dem sie die Filmleute ebenfalls begleiten.
Sie ist geschieden und mit ihren drei Kindern allein zu Haus. Das sind die zwei Mädchen Angelika und Christine, eine geht in die vierte Klasse und eine in die zweite Klasse, sowie der Junge Andreas, der im nächsten Jahr in die Schule kommt. Bereits um Fünf Uhr müssen die Kinder aufstehen, damit die Mutti pünktlich zur Arbeit kommt, die vor ihrer Schicht noch schnell Andreas in den Kindergarten bringt. Am Nachmittag erledigen die Mädchen im Schulhort ihre Hausaufgaben und holen anschließend ihren Bruder aus dem Kindergarten ab. Außerdem versuchen sie ihrer Mutter mit kleinen Erledigungen im Haushalt zu helfen. Frau Grosse spielt Akkordeon und die beiden Mädchen Triola, so können sie öfter etwas gemeinsam musizieren. Am Wochenende kommt Frau Grosses Freund Kurt. Die Kinder mögen Kurt auch und möchten, dass er nicht nur am Wochenende da ist. Kurt kann backen und kochen und übernimmt auch sonst viele Arbeiten im Haushalt, so dass Frau Grosse es leichter hat.

## Produktion und Veröffentlichung
Glühbirnen wachsen nicht am Baum  wurde als Folge der Filmreihe Der besondere Tag auf ORWO-Color gedreht und am 1. Februar 1979 ohne Vorankündigung im Nachmittagsprogramm des Fernsehens der DDR gesendet. Der Film war zuvor beim I. Nationalen Kurzfilmfestival der DDR in Neubrandenburg im Oktober 1978 uraufgeführt worden, wo auch die Filme Martha von Jürgen Böttcher und Wittstock III von Volker Koepp liefen, die sich gleichfalls dem Alltag von Frauen in der DDR widmeten.
Eine reguläre Ausstrahlung erfolgte am 30. November 1980 im Vormittagsprogramm des 1. Programms des Fernsehens der DDR. Eine weitere Aufführung auf einer großen Leinwand erfolgte am 10. Juli 2020 im Berliner Zeughauskino.
Die Liedtexte stammen von Konrad Weiß, die Musik von Thomas Natschinski, gesungen von Barbara Thalheim.

## Kritik
Regine Sylvester schrieb im Sonntag;

„Eine Freundin auch die Arbeiterin aus dem Glühlampenwerk, die mit zwei, täglich tausendfach wiederkehrenden Handgriffen das Geld für sich und ihre drei Kinder verdient. Wie glücklich sind die Kinder, wenn sonnabends Kuchen gebacken wird, wenn die Mutter Schifferklavier spielt. Dagegen das hastige, fast verschluckte Frühstück wochentags, die Jagd zum Kindergarten, das. Aufspringen auf die Bahn zur Arbeit. Im Gesicht der Frau ist die Anstrengung unabänderlich eingegraben. Mein Lieblingsfilm.“